# Луалаба (провінція)
Луалаба (фр. Lualaba) — провінція на півдні Демократичної Республіки Конго.

## Географія
До конституційної реформи 2005 року Луалаба була частиною колишньої провінції Катанга. Адміністративний центр — місто Колвезі.
Населення провінції станом на 2005 рік становило 1 677 288 осіб.
Провінція має поклади міді, кобальту, урану, радію та вапняку.

## Адміністративний поділ

### Міста
- Колвезі

### Території
- Ділоло
- Капанга
- Сандоа